# Edmunds County
|  | Dieser Artikel wurde aufgrund von inhaltlichen Mängeln auf der Qualitätssicherungsseite des Projektes USA eingetragen. Hilf mit, die Qualität dieses Artikels auf ein akzeptables Niveau zu bringen, und beteilige dich an der Diskussion! Eine nähere Beschreibung der zu behebenden Mängel fehlt. |

Edmunds County ist ein County im Norden des US-Bundesstaates South Dakota in den Vereinigten Staaten. Gemäß der Volkszählung im Jahre 2020 leben 3986 Einwohner in Edmunds. Der Verwaltungssitz (County Seat) ist in Ipswich.

## Geographie
Das County hat eine Fläche von 2981 km²; davon sind 14 km² Wasserfläche.

## Geschichte
Das County wurde am 8. Januar 1873 gebildet und die Verwaltungsorganisation am 27. Juli 1883 abgeschlossen. Es ist nach dem Politiker Newton Edmunds benannt, der unter anderem Gouverneur des Dakota-Territoriums war.

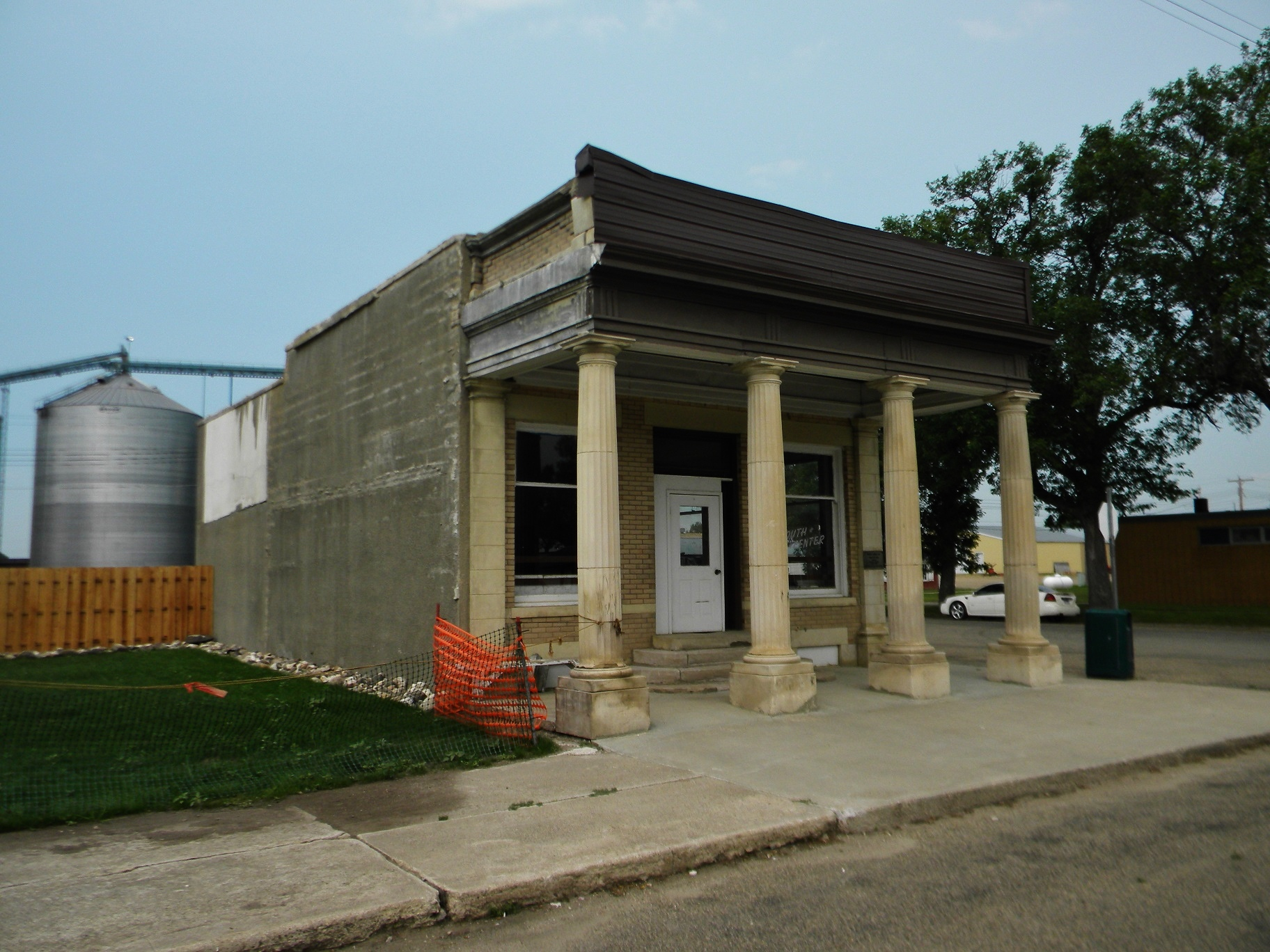
Die Bank Of Bowdle ist einer von elf Einträgen des Countys im NRHP.

Elf Bauwerke und Stätten des Countys sind im National Register of Historic Places (NRHP) eingetragen (Stand 31. Juli 2018).

## Bevölkerung
Gemäß der Volkszählung aus dem Jahre 2000 waren 69,4 % der Einwohner des Countys deutscher and 6,2 % norwegischer Abstammung. In der Volkszählung waren 70,8 % deutschstämmig und 11,4 % norwegische Amerikaner.

### Bevölkerungsentwicklung
Im Gegensatz zu manchen anderen Gegenden des Bundesstaates, die in den letzten Jahrzehnten einen Bevölkerungszuwachs aufweisen konnten, ist die Einwohnerzahl im McPherson County seit den 1930er Jahren fast stetig (mit Ausnahme der Volkszählung 2000) gefallen.

## Städte und Gemeinden
- Beebe
- Bowdle
- Craven
- Gretna
- Hosmer
- Ipswich
- Loyalton
- Mina
- Powell
- Roscoe

## Townships
- Adrian Township
- Belle Township
- Bowdle Township
- Bryant Township
- Clear Lake Township
- Cleveland Township
- Cloyd Valley Township
- Cortlandt Township
- Cottonwood Lake Township
- Fountain Township
- Glen Township
- Glover Township
- Harmony Township
- Hillside Township
- Hosmer Township
- Hudson Township
- Huntley Township
- Ipswich Township
- Kent Township
- Liberty Township
- Madison Township
- Modena Township
- Montpelier Township
- North Bryant Township
- Odessa Township
- Pembrook Township
- Powell Township
- Richland Township
- Rosette Township
- Sangamon Township
- Union Township
- Vermont Township

## Politik
Das Edmunds County ist traditionell republikanisch geprägt, obwohl die große Überzahl an Republikanern in Edmunds ein eher neueres Phänomen sind; noch 2008 erhielten die Demokraten immerhin 39,5 % der abgegebenen Stimmen. Damit war das Edmunds County demokratischer als die benachbarten Countys (wie etwa McPherson County (South Dakota)). Seitdem sind die Ergebnisse der Demokraten jedoch regelrecht eingebrochen. Bei den Präsidentschaftswahlen 2020 erzielte Joe Biden nur 21,0 % gegenüber Donald Trumps 77,5 %. Dies hat mit der in den gesamten USA zu beobachtenden, zunehmenden Stadt-Land-Polarisierung zu tun, wonach die Demokraten in städtischen und die Republikaner in ländlichen Gebieten ihre Hochburgen haben. Diesem Trend folgt auch das dünn besiedelte Edmunds County.